# Koezand
Koezand, conosciuta anche come Coesant, è stata un'isola presso l'estuario della Schelda Occidentale nei Paesi Bassi. L'isola era situata a est dell'isola di Wulpen e a sud di Walcheren. Probabilmente tra Wulpen e Koezand c'era un'altra isola chiamata Waterdunen.
Banco di sabbia disabitato per lungo tempo, l'isola venne protetta, nella primavera del 1344, attraverso la costruzione da parte di quattro mezzadri di una diga alta 3 metri. Dopo la costruzione della diga, l'isola contava 28 abitanti. Dopo pochi anni parte dell'isola fu inghiottita dal mare.
Koezand sparì definitivamente nel 1570, a seguito dell'inondazione di Ognissanti.